# Tenzorski produkt
Tenzorski produkt (oznaka {\displaystyle \,\otimes \,}) se uporablja na zelo različnih področjih povezanih z vektorji, matrikami, tenzorji, algebrami in topološkimi vektorskimi prostori. V vseh primerih pa pomeni bilinearno operacijo. Tenzorski produkt ni komutativen.

## Tenzorji
Tenzorji so definirani tako, da jim lahko pripišemo določeno število indeksov. Indeksi so lahko kovariantni (pišemo jih spodaj) ali kontravariantni (pišemo jih zgoraj). Skupno število kovariantnih in kontravariantnih indeksov se imenuje red tenzorja (rang tenzorja), ki pa ni odvisen od števila razsežnosti prostora v katerem opazujemo tenzor. Tenzorji z redom 0 so skalarji, tisti, ki imajo red 1, so vektorji. Vse količine, ki imajo red večji ali enak 2, pa na splošno imenujemo kar tenzorji. 

## Tenzorski produkt vektorskih prostorov
Tenzorski produkt {\displaystyle V\otimes W\,} dveh vektorskih prostorov {\displaystyle V\,} in {\displaystyle W\,} nad obsegom {\displaystyle K\,} se lahko definira z metodo generatorjev in relacij. S tenzorskim produktom dveh vektorskih prostorov dobimo nov vektorski prostor, ki ima razsežnost enako zmnožku razsežnosti posameznih vektorskih prostorov. Podobno dobimo z množenjem celih števil novo celo število. 

## Tenzorski produkt dveh tenzorjev reda 1 (vektorji)
Tenzorskemu produktu dveh tenzorjev reda 1, ki jih imenujemo vektorji, se določijo posamezne komponente na naslednji način
{\displaystyle {\begin{aligned}(A\otimes B)_{\ j}^{i}&=C_{\ j}^{i}\\&=A^{i}B_{j}\end{aligned}}}.
Za vrednosti {\displaystyle i\in \{1,2,3\},~j\in \{1,2,3,4\}} je to enako 
{\displaystyle A\otimes B=A^{i}\delta _{i}\otimes B_{j}\delta ^{j}=A^{i}B_{j}\;(\delta _{i}\otimes \delta ^{j})=\sum _{i=1}^{3}\sum _{j=1}^{4}A^{i}B_{j}\;(\delta _{i}\otimes \delta ^{j})}
{\displaystyle ={\begin{bmatrix}A^{1}B_{1}&A^{1}B_{2}&A^{1}B_{3}&A^{1}B_{4}\\A^{2}B_{1}&A^{2}B_{2}&A^{2}B_{3}&A^{2}B_{4}\\A^{3}B_{1}&A^{3}B_{2}&A^{3}B_{3}&A^{3}B_{4}\end{bmatrix}}={C}}.

## Tenzorski produkt dveh tenzorjev reda 2 (matrike)
Tenzorskemu produktu dveh tenzorjev reda 2, ki so matrike, se določijo posamezne komponente takole
{\displaystyle {\begin{aligned}({\underline {\underline {T}}}\otimes {\underline {\underline {G}}})_{\ \ kl}^{ij}&=A_{\ \ kl}^{ij}\\&=T^{ij}G_{kl}\end{aligned}}}
Tenzorski produkt pa lahko zapišemo kot
{\displaystyle {\begin{aligned}{T}\otimes {G}&=T^{ij}\;(\delta _{i}\otimes \delta _{j})\otimes G_{kl}\;(\delta ^{k}\otimes \delta ^{l})\\&=T^{ij}G_{kl}\;(\delta _{i}\otimes \delta _{j}\otimes \delta ^{k}\otimes \delta ^{l})\\&={A}\end{aligned}}}
kjer je
- {\displaystyle \delta _{n}\,} Kroneckerjeva delta

## Tenzorski produkt dveh tenzorjev
Če sta {\displaystyle M\,} in {\displaystyle G\,} dva kovariantna tenzorja potem je njun tenzorski produkt enak 
{\displaystyle (F\otimes G)_{i_{1}i_{2}...i_{m+n}}=F_{i_{1}i_{2}...i_{m}}G_{i_{m+1}i_{m+2}i_{m+3}...i_{m+n}}.}.
To pa pomeni, da je tenzorski produkt enak običajnemu zmnožku posameznih komponent vsakega tenzorja.
Zgled:
Naj bo {\displaystyle U\,} tenzor tipa (1,1) s komponentami {\displaystyle U_{\beta }^{\alpha }\,} in {\displaystyle V\,} naj bo tenzor tipa (1, 0) s komponentami {\displaystyle V^{\gamma }\,}. Potem je 
{\displaystyle U_{\beta }^{\alpha }V^{\gamma }=(U\otimes V_{\beta }^{\alpha })^{\gamma }\,} in
{\displaystyle V^{\mu }U^{\nu }{}_{\sigma }=(V\otimes U)^{\mu \nu }{}_{\sigma }.}.
Tenzorski produkt ohrani vse indeksi tako, kot jih imajo posamezni faktorji. 

## Kroneckerjev produkt
Tenzorski produkt dveh matrik se imenujemo tudi Kroneckerjev produkt. 
Primer:
{\displaystyle U\otimes V={\begin{bmatrix}u_{1,1}V&u_{1,2}V&\cdots \\u_{2,1}V&u_{2,2}V\\\vdots &&\ddots \end{bmatrix}}={\begin{bmatrix}u_{1,1}v_{1,1}&u_{1,1}v_{1,2}&\cdots &u_{1,2}v_{1,1}&u_{1,2}v_{1,2}&\cdots \\u_{1,1}v_{2,1}&u_{1,1}v_{2,2}&&u_{1,2}v_{2,1}&u_{1,2}v_{2,2}\\\vdots &&\ddots \\u_{2,1}v_{1,1}&u_{2,1}v_{1,2}\\u_{2,1}v_{2,1}&u_{2,1}v_{2,2}\\\vdots \end{bmatrix}}.}
Tenzorski produkt dveh matrik {\displaystyle 2\times 2\,} pa je: 
{\displaystyle {\begin{bmatrix}a_{1,1}&a_{1,2}\\a_{2,1}&a_{2,2}\\\end{bmatrix}}\otimes {\begin{bmatrix}b_{1,1}&b_{1,2}\\b_{2,1}&b_{2,2}\\\end{bmatrix}}={\begin{bmatrix}a_{1,1}{\begin{bmatrix}b_{1,1}&b_{1,2}\\b_{2,1}&b_{2,2}\\\end{bmatrix}}&a_{1,2}{\begin{bmatrix}b_{1,1}&b_{1,2}\\b_{2,1}&b_{2,2}\\\end{bmatrix}}\\&\\a_{2,1}{\begin{bmatrix}b_{1,1}&b_{1,2}\\b_{2,1}&b_{2,2}\\\end{bmatrix}}&a_{2,2}{\begin{bmatrix}b_{1,1}&b_{1,2}\\b_{2,1}&b_{2,2}\\\end{bmatrix}}\\\end{bmatrix}}={\begin{bmatrix}a_{1,1}b_{1,1}&a_{1,1}b_{1,2}&a_{1,2}b_{1,1}&a_{1,2}b_{1,2}\\a_{1,1}b_{2,1}&a_{1,1}b_{2,2}&a_{1,2}b_{2,1}&a_{1,2}b_{2,2}\\a_{2,1}b_{1,1}&a_{2,1}b_{1,2}&a_{2,2}b_{1,1}&a_{2,2}b_{1,2}\\a_{2,1}b_{2,1}&a_{2,1}b_{2,2}&a_{2,2}b_{2,1}&a_{2,2}b_{2,2}\\\end{bmatrix}}.}.

## Tenzorski produkt multilinearne preslikave
Če imamo dve multilinearni preslikavi {\displaystyle f(x_{1},\dots ,x_{k})\,} in {\displaystyle g(x_{1},\dots ,x_{m})\,} je njun tenzorski produkt multilinearna funkcija 
{\displaystyle (f\otimes g)(x_{1},\dots ,x_{k+m})=f(x_{1},\dots ,x_{k})g(x_{k+1},\dots ,x_{k+m}).}.